# 율리아 카민스카
율리아 카민스카(Julia Kamińska, 1987년 11월 13일 ~ )는 폴란드의 배우이다.